# NonVisual Desktop Access
NonVisual Desktop Access (NVDA) – czytnik ekranowy dla systemu operacyjnego Microsoft Windows dostępny na licencji GPL. Rozwijany jest przez organizację NV Access oraz społeczność użytkowników.

## Historia
Michael Curran sfrustrowany brakiem darmowego i otwartego czytnika ekranu dla systemu Windows postanowił stworzyć własne oprogramowanie tego typu. Prace rozpoczął w kwietniu 2006, a w grudniu tego roku był w stanie posługiwać się NVDA jako jedynym czytnikiem ekranowym.
W 2019 roku NVDA stał się najczęściej używanym czytnikiem ekranowym.

## Cechy programu
Najważniejsze właściwości NVDA to:
- Wsparcie dla wielu popularnych aplikacji, w tym przeglądarek internetowych, klientów poczty, komunikatorów, programów i pakietów biurowych.
- Wbudowany syntezator mowy obsługujący ponad 80 języków.
- Wsparcie dla monitorów Brajlowskich, uwzględniające możliwość wprowadzania tekstu na monitorach z klawiaturą brajlowską.
- Możliwość uruchamiania z pamięci USB lub innych nośników przenośnych bez konieczności instalacji.
- Wsparcie dla systemów operacyjnych Windows, zarówno 32- jak i 64-bitowych.
- Tłumaczenie na 53 języki, w tym polski[1].